# Castella
Castella (カステラ, tidligere også 加須底羅 eller 粕底羅, alle kasutera) er en japansk kage, der er en specialitet fra Nagasaki. Hovedingredienserne er mel, sukker, æg og kartoffel/rissiruppen mizuame.
Castella kom til Japan i det 16. århundrede, da portugisere som de første europæere satte deres fødder der. De medbragte mange ting, der hidtil havde været ukendte i Japan, herunder skydevåben, tobak og i begyndelsen af Kanei-perioden (1624-1644) også castella. Navnet er afledt af bolo de Castella for "kager fra Kastilien" hhv. pão de Castella for "brød fra Kastilien". Det kunne opbevares længe og var derfor et nyttigt næringsmiddel på ofte månedlange skibsrejser. På denne tid befandt Japan sig i Edo-perioden, hvor regimet kun tillod portugiserne at handle i Nagasakis havn. Dengang var var Castella desuden en dyr dessert på grund af de høje sukkerpriser. I tidens løb skete der dog alligevel en udvikling af castella i Japan, og der opstod forskellige smagsretninger.